# Якірці колючі
Якірці́ колючі, якірці́ сланкі (Tribulus terrestris) — вид рослин родини парнолистові (Zygophyllaceae), поширений у Євразії, Африці й Австралії.

## Назва
Етимологія: лат. terrestris — стосується повзучої природи рослини. Народними назвами є кавунці, якорці, баранці, кірці та інше.

## Опис
Однорічна повзуча трав'яниста рослина, від 10 до 50 см, волохата, як правило, розгалужена. Довжиною від 2,5 до 5 см листки складаються з 5–8 пар еліптичних листочків, довжиною 5–10 мм і шириною 3–8 мм. Вузькі, поодинокі, в пазухах листків, жовті квіти мають діаметр від 1 до 1,5 см, на коротких черешках. Кожна квітка містить десять тичинок. Жорсткі, колючі плоди (є велика мінливість в шипах, від дуже колючих до гладких) мають діаметр 1 см; шипи 2-7 мм. Вид може квітнути цілий рік.

## Поширення
Африка: Алжир; Єгипет; Лівія; Марокко; Туніс; Сомалі; Кенія; Танзанія; Уганда; Камерун; Габон; Заїр; Бенін; Гана; Малі; Нігер Нігерія; Сенегал; Того; Малаві; Мозамбік; Замбія; Зімбабве; Ботсвана; Лесото; Намібія; Південна Африка; Свазіленд; Мадагаскар. Азія: Кувейт; Саудівська Аравія; Афганістан; Кіпр; Єгипет — Синай; Іран; Ірак; Ізраїль; Йорданія; Ліван; Сирія; Туреччина; Казахстан; Киргизстан; Таджикистан; Туркменістан; Узбекистан; Монголія; Китай; Японія; Індія; Пакистан. Австралія: Австралія [пн.]. Кавказ: Вірменія; Азербайджан; Грузія; Росія — Передкавказзя; Західний Сибір [пд.сх.], Європейська частина [пд.]. Європа: Австрія; Угорщина; Словаччина; Молдова; Україна [вкл. Крим]; Албанія; Болгарія; Хорватія; Греція [вкл. Крит]; Італія [вкл. Сардинія, Сицилія]; Румунія; Словенія; Франція [вкл. Корсика]; Португалія; Іспанія [вкл. Балеарські острови, Канарські острови].
В Україні вид зростає на півдні Лісостепу, у Степу, у Криму.

## Галерея

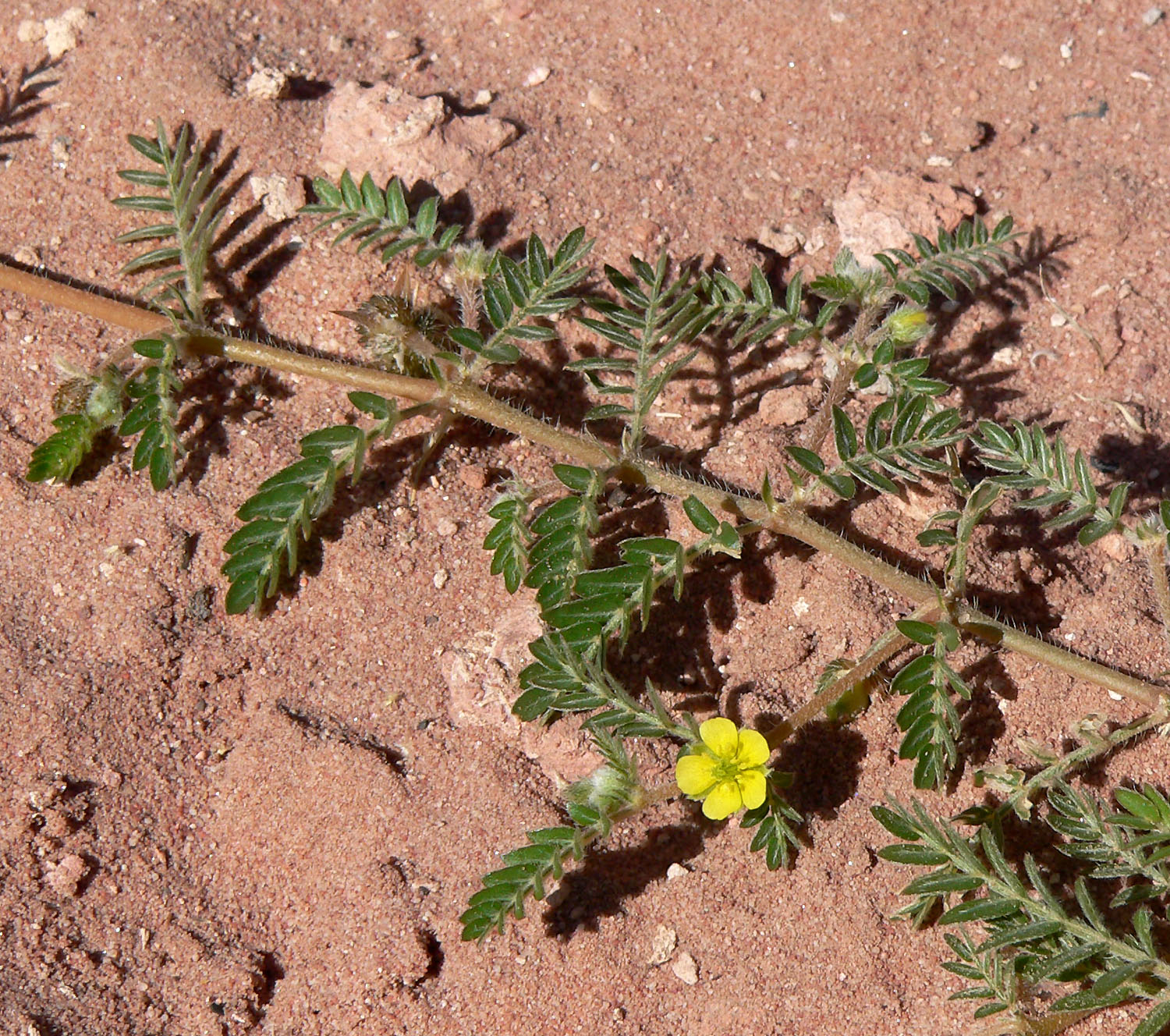
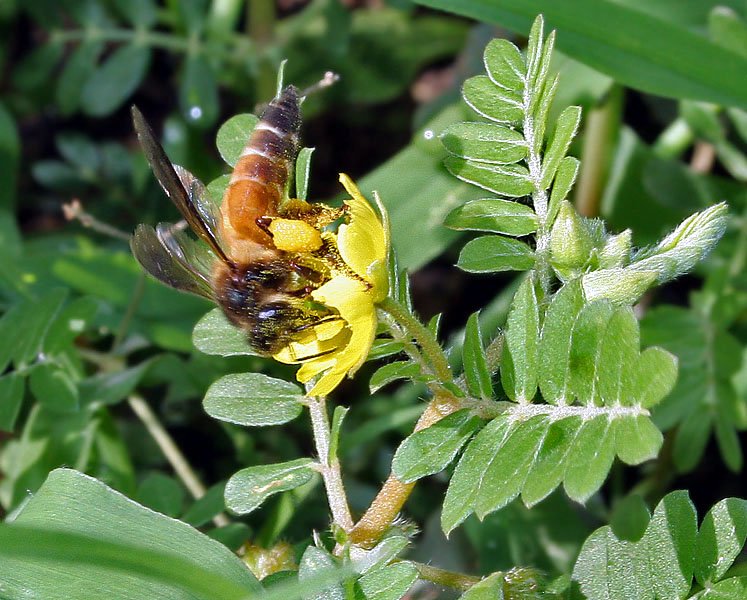
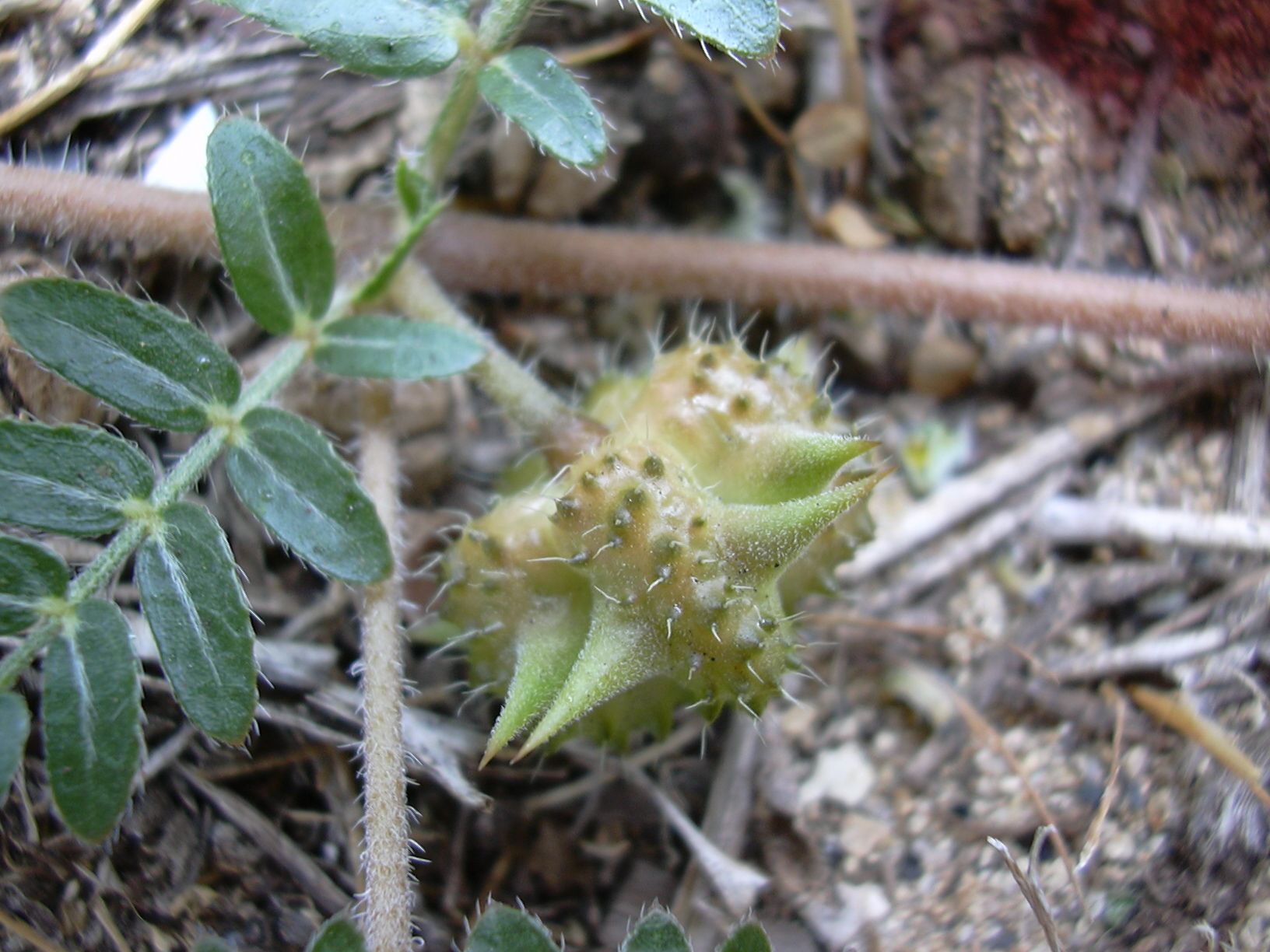
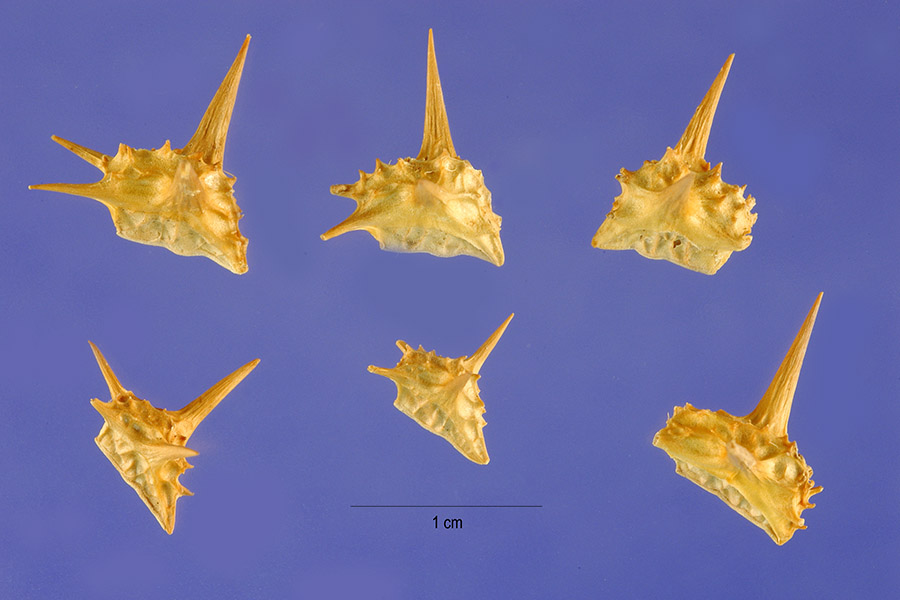
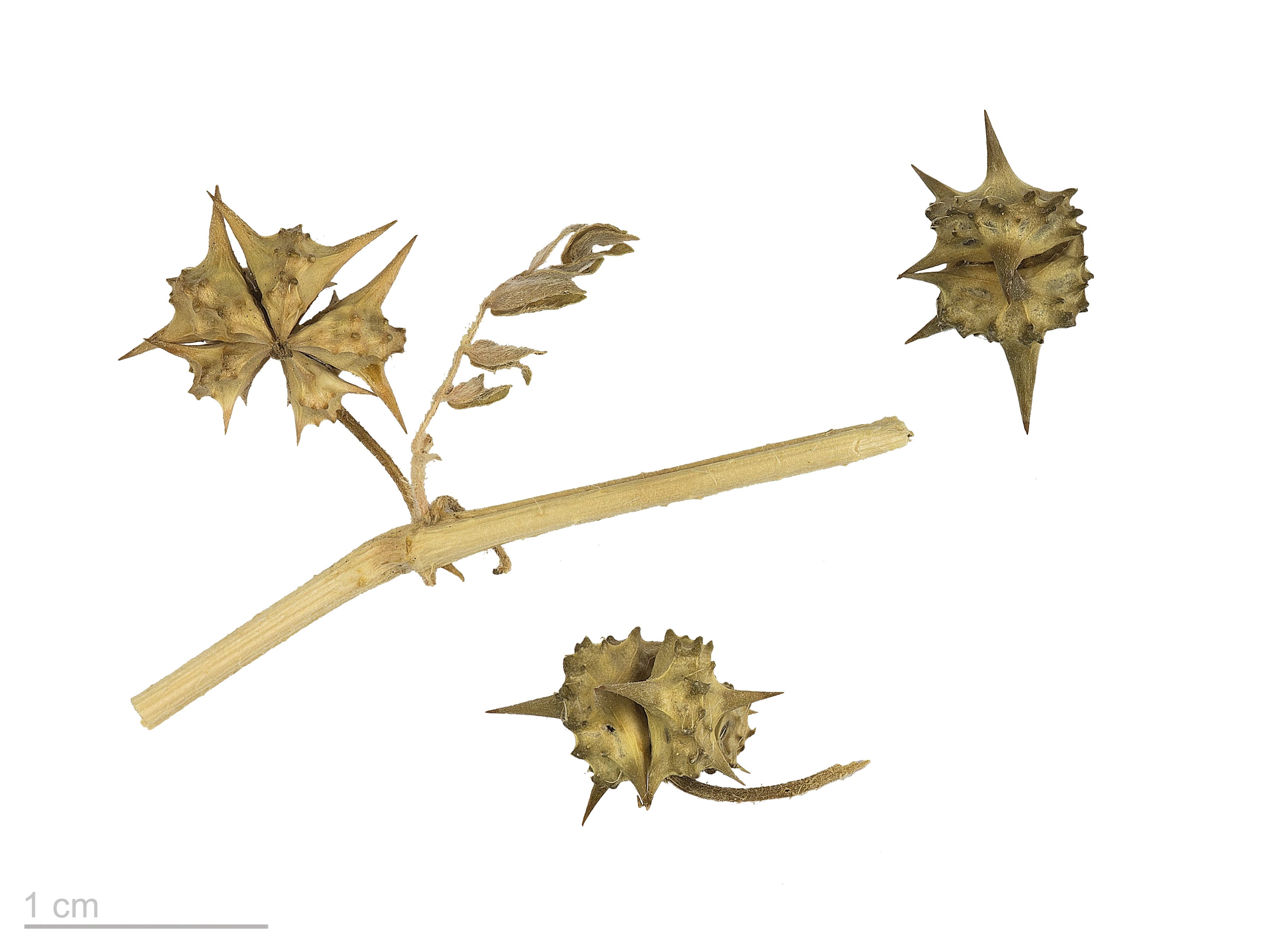
Tribulus terrestris — Тулузький музей